# Schwanewede
Schwanewede ist eine nordnordwestlich von Bremen gelegene Gemeinde im Landkreis Osterholz in Niedersachsen. Einige Ortsteile befinden sich direkt an der Unterweser.

Topografie und Gemeindegliederung von Schwanewede

## Geographie

### Nachbargemeinden
Schwanewede grenzt im Westen an die Weser (westlich davon der Landkreis Wesermarsch), im Norden an die Hagener Ortsteile Sandstedt, Uthlede und Wulsbüttel (im Landkreis Cuxhaven), im Osten an die Stadt Osterholz-Scharmbeck und an Ritterhude (beide Landkreis Osterholz) sowie im Süden an die Bremer Stadtteile Blumenthal, Vegesack und Burglesum.

### Gemeindegliederung
Die Gemeinde Schwanewede ist eine Einheitsgemeinde und besteht aus 12 Ortschaften, die sich teilweise in weitere Ortsteile untergliedern:
- Aschwarden (419 Einwohner) mit den Ortslagen Bruch und Hassel
- Beckedorf (1.431 Einwohner) mit den Ortslagen Fredeholz, Rosenbusch, Sandfurt, Schwankenfurt, Vollershagen, Wehrmoor und Wölpsche
- Brundorf (405 Einwohner) mit den Ortslagen Lilkendey und Karlshorst
- Eggestedt (195 Einwohner)
- Harriersand (68 Einwohner) mit der Ortslage Wilhelmsplate
- Hinnebeck (270 Einwohner) mit der Ortslage Hinnebeckerfurt
- Leuchtenburg (1.419 Einwohner) mit der Ortslage Holthorst
- Löhnhorst (888 Einwohner) mit der Ortslage Hohehorst
- Meyenburg (1.407 Einwohner) mit den Ortslagen Damm, Mühlengrund, Brakland und Großer Kamp
- Neuenkirchen (3.477 Einwohner) mit den Ortslagen Göspe und Stellerbruch
- Rade (233 Einwohner) mit der Halbinsel Fährplate
- Schwanewede (Kernort; 9.9812 Einwohner) mit den Ortslagen Brink, Dreienkamp, Flachsberg, Hamfähr, Hünenstein, Kerkhop, Klippenei, Köhlhorst, Koppelsberg, Kreienmoor, Langenberg, Lehmhorst, Metjensande, Reitberg, Schukamp, Siethlandswehr, Trenthöpen, Vorberg und Voßhall

(Einwohnerzahlen vom 30. Juni 2022)
Während der westliche Teil der Gemeinde – die Ortsteile Neuenkirchen, Rade und Aschwarden – entlang der Weser aus Marschland mit Grünlandnutzung besteht (der Osterstader Marsch), finden sich östlich davon Geestlandschaften, die von größeren Waldgebieten eingenommen werden (Düngel und Garlstedter Heide). Die 6 km² große und über 11 km lange Weserinsel Harriersand gehört seit der Gebietsreform 1974 zu Schwanewede. Sie ist eine der längsten Flussinseln Europas und hat einen Sandstrand.

## Geschichte
Werkzeuge jungsteinzeitlicher Siedler wurden in der Schwaneweder Gemarkung gefunden und aus der Bronzezeit (um 1800 v. Chr.) sind einige Hügelgräber im Gemeindegebiet erhalten geblieben. Die Hügelgräber in der Neegenbargsheide liegen nördlich von Schwanewede.
Der Name Schwanewede wurde 1203 erstmals urkundlich als Personenname erwähnt. Weiter zurück datieren die Ersterwähnungen von Aschwarden (1105) und Rade (1100). Später wurden Hinnebeck 1236, Beckedorf 1260, Eggestedt 1273 und Brundorf im 14. Jahrhundert erstmals urkundlich erwähnt.
Der Ort Schwanewede gehörte lange Zeit zum Amt Blumenthal und kam mit diesem zusammen 1932 zum Landkreis Osterholz. 1929 wurden die Dörfer Schukamp und Lehmhorst nach Schwanewede eingemeindet.
Im Oktober 1943 wurde in dem Heidegebiet zwischen Neuenkirchen und Schwanewede das KZ Farge errichtet.
In Schwanewede wurde 1958 ein Standort der Bundeswehr eingerichtet. Neben der Lützow-Kaserne bestand mit der Weser-Geest-Kaserne ein weiterer Standort. In Eggestedt befanden sich ein Munitionsdepot und eine Schießanlage. Seitdem waren in Schwanewede neben dem Panzergrenadierbataillon 323, dem Panzerbataillon 324 und dem Panzerartillerielehrbataillon 325 auch andere Artillerie- und Instandsetzungsverbände der Panzergrenadierbrigade 32 stationiert. Im Zuge der Truppenreduzierung wurden diese Verbände aber aufgelöst.
Bis 2006 waren in Schwanewede nach der Verlegung und Auflösung der anderen Truppenteile Teile des Sanitätsregimentes 12 stationiert. Ab 2007 waren in der Lützow-Kaserne Teile des Kommandos Schnelle Einsatzkräfte Sanitätsdienst (Kdo SES) beheimatet. Neben den drei Kommandoeinheiten, der Versorgungsunterstützungskompanie und der Sanitätsausbildungskompanie wurde hier auch der Stab des Kommandobereiches Follow-On-Forces (KdoBer FOF) untergebracht. Am 26. Oktober 2011 wurde die Schließung des Standortes Schwanewede im Zuge der Bundeswehrreform bis 2013 bekannt gegeben. Im Zuge der 2013 angepassten Realisierungspläne zum Stationierungskonzept wurde die Schließung des Standortes auf das 3. Quartal 2015 angesetzt.
Ab dem 16. September 2015 wurde die frühere Lützow-Kaserne in Schwanewede vorübergehend als Flüchtlingsnotunterkunft verwendet. Künftig soll das Gelände teilweise mit Wohnbebauung belegt werden.

### Eingemeindungen
Am 1. März 1974 wurden die Gemeinden Aschwarden, Beckedorf, Brundorf, Eggestedt, Hinnenbeck, Leuchtenburg, Löhnhorst, Meyenburg, Neuenkirchen und Rade sowie die östlich der Weser gelegenen Gebietsteile der Städte Brake (Unterweser) und Elsfleth (beide im Landkreis Wesermarsch) eingegliedert.

### Einwohnerentwicklung
| Jahr* | Einwohner |
| ----- | --------- |
| 1961  | 13.221    |
| 1968  | 15.160    |
| 1973  | 16.392    |
| 1978  | 17.415    |
| 1983  | 17.512    |
| 1988  | 16.772    |
| 1993  | 17.504    |

| Jahr | Einwohner |
| ---- | --------- |
| 1998 | 18.433    |
| 2003 | 19.842    |
| 2008 | 20.061    |
| 2010 | 19.904    |
| 2012 | 19.540    |
| 2015 | 21.040    |
| 2017 | 20.142    |

Einwohnerentwicklung von Schwanewede von 1961 bis 2017 nach nebenstehender Tabelle

* 1961 am 6. Juni, dem Tag der Volkszählung, mit den später eingemeindeten Orten; ab 1968 jeweils am 31. Dezember

## Politik

### Rat
Der Rat der Gemeinde Schwanewede besteht aus 34 Ratsfrauen und Ratsherren. Dies ist die festgelegte Anzahl für eine Gemeinde mit einer Einwohnerzahl zwischen 20.001 und 25.000 Einwohnern. Die 34 Ratsmitglieder werden durch eine Kommunalwahl für jeweils fünf Jahre gewählt. Ebenfalls stimmberechtigtes Mitglied des Rates ist der Bürgermeister.

Die aktuelle Amtszeit begann am 1. November 2021 und endet am 31. Oktober 2026.
Die Ergebnisse der vergangenen Ratswahlen führten zu folgenden Sitzverteilungen:
| Wahljahr | SPD | CDU | Grüne | WG | AfD | FDP* | Linke | Gesamt   |
| 2021     | 12  | 12  | 4     | 2  | 2   | 1    | 1     | 34 Sitze |
| 2016     | 12  | 11  | 3     | 4  | –   | 2    | –     | 32 Sitze |
| 2011     | 13  | 10  | 4     | 4  | –   | 1    | –     | 32 Sitze |
| 2006     | 16  | 9   | 2     | 3  | –   | 2    | –     | 32 Sitze |

* 2016: FDP / Die Linke

### Bürgermeisterin
Hauptamtliche Bürgermeisterin der Gemeinde Schwanewede ist seit dem 1. Januar 2021 Christina Jantz-Herrmann (SPD).

### Ehemalige Bürgermeister
als Bürgermeister (Zweigleisigkeit)
- 1974–1996: Johann Holler (Wählergemeinschaft Schwanewede)

als Bürgermeister (Eingleisigkeit)
- 1996–2001: Johann Holler (Wählergemeinschaft Schwanewede)[9]
- 2001–2020: Harald Stehnken (SPD)
- seit 2021: Christina Jantz-Herrmann (SPD)

### Wappen, Flagge und Banner
| Wappen der Gemeinde Schwanewede, Kreis Osterholz | Blasonierung: „In Blau ein golden (gelb) bewehrter silberner (weißer) Schwan; im Oberwappen zwei nach außen schauende sich zweifach mit den Hälsen kreuzende golden (gelb) bewehrte silberne (weiße) Schwanenköpfe als Helmzier über eisenfarben-blauen Akanthusblättern als Helmdecken.“ |
| Wappen der Gemeinde Schwanewede, Kreis Osterholz | Wappenbegründung: Das Wappen wurde 1950 vom niedersächsischen Innenminister verliehen. Es wurde abgeleitet vom Wappen der Herren von Schwanewede, deren Wappen ebenfalls einen Schwan zeigte, der zudem redend für den Namen stand. Flagge: „Die Flagge ist blau-weiß geteilt mit dem aufgelegten Wappen in der Mitte.“ Banner: „Das Banner ist blau-weiß gespalten mit dem aufgelegten Wappen oberhalb der Mitte.“ - Hissflagge der Gemeinde - Banner der Gemeinde |

Hissflagge der Gemeinde
Banner der Gemeinde

### Partnerschaften
Schwanewede ist im Kommunalverbund Niedersachsen/Bremen vertreten.

### Ortsrat
Der Ortsrat, der die Ortschaft Schwanewede (Kernort) vertritt, setzt sich aus 15 Mitgliedern zusammen. Die Ratsmitglieder werden durch eine Kommunalwahl für jeweils fünf Jahre gewählt.

Bei der Kommunalwahl 2021 ergab sich folgende Sitzverteilung:
| Ortsrat 2021Insgesamt 15 Sitze - Linke: 1 - SPD: 6 - Grüne: 2 - WG: 1 - CDU: 5 |

## Kultur und Sehenswürdigkeiten

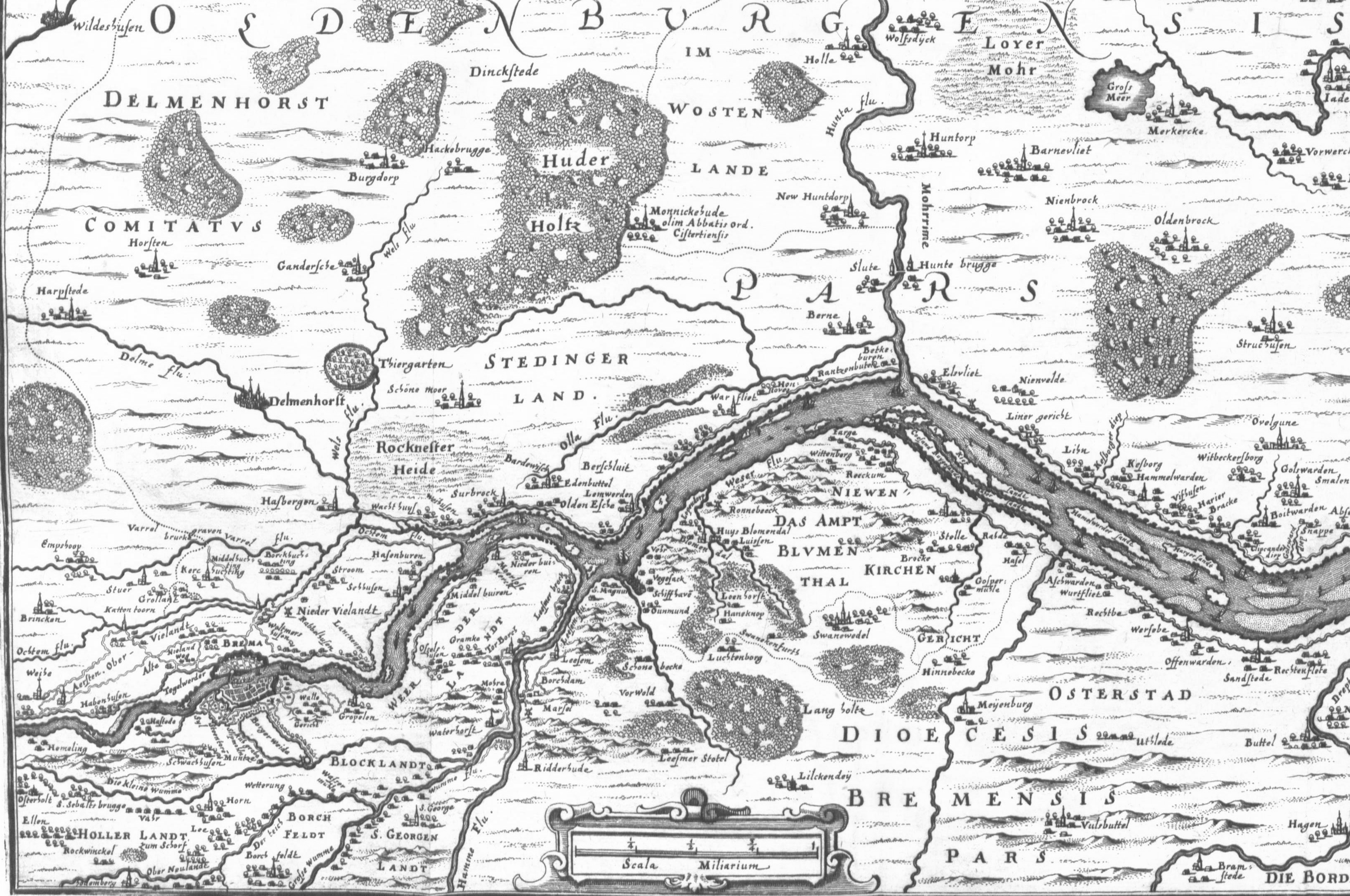
Schwanewede im 17. Jahrhundert noch mit der Schreibweise „Swanewedel“

### Museen

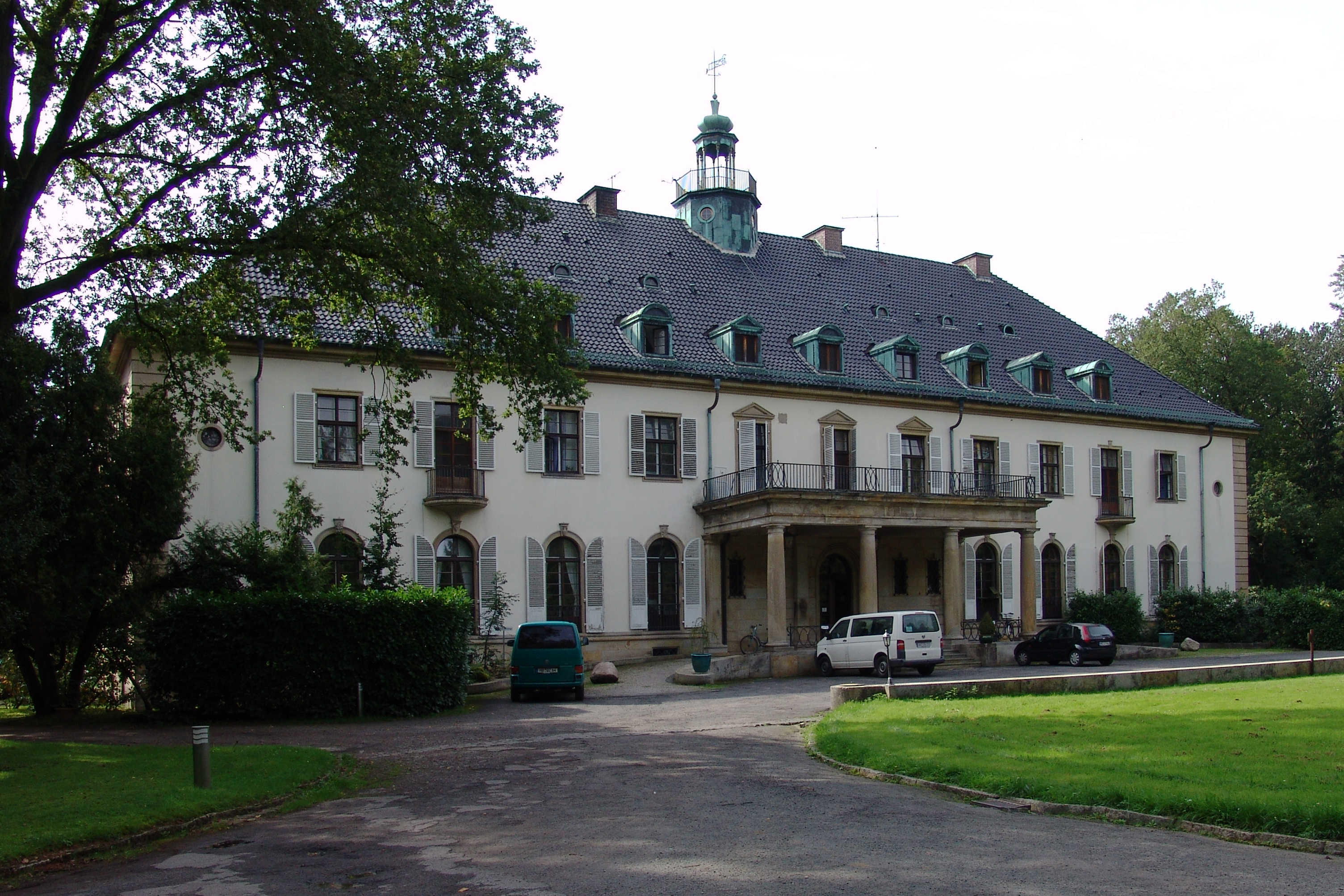
Herrenhaus Hohehorst

Im Ortsteil Beckedorf wird seit 1996 das Beckedorfer Schmiedemuseum vom gleichnamigen Förderverein betrieben. Es widmet sich vor allem dem Schmiedehandwerk im 19. Jahrhundert und befindet sich in der 1812 gegründeten „Wildhackschen Waldschmiede“. Neben einer voll funktionsfähigen Schmiede mit Esse, Blasebalg und historischen Werkzeugen werden Dokumente, Werkzeichnungen und Schmiedeerzeugnisse ausgestellt. Das kleine Museum ist außer an Feiertagen jeden Freitagnachmittag geöffnet und kann zudem nach Terminabsprache besichtigt werden.
Seit 2007/2008 betreibt der Heimatfreunde Neuenkirchen e. V. in einer historischen Baracke, die sich auf dem Gelände der 2004 aufgelösten Weser-Geest-Kaserne der Bundeswehr bzw. des ehemaligen Marinegemeinschaftslagers, Marinehospitals und Evangelischen Hospitals Neuenkirchen in der Neuenkirchener Heide befindet, die museale Einrichtung Baracke Wilhelmine (Dokumentations- und Lernort Baracke Wilhelmine). Das von der Gemeinde geförderte Ausstellungsprojekt dokumentiert in Form eines kleinen regionalen Museums die Geschichte der Nutzung des Geländes und ist zugleich eine Gedenkstätte an die Zwangsarbeiter des NS-Arbeitslagers sowie die Opfer des KZ Farge bzw. des Baus des U-Boot-Bunkers Valentin in Bremen-Rekum. Ein gesonderter Ausstellungsbereich befasst sich mit dem Thema „Lebensborn“ und dem ehemaligen Lebensborn-Heim „Haus Friesland“ im Herrenhaus Hohehorst auf Gut Hohehorst bei Löhnhorst.
Der Verein Geschichtslehrpfad Lagerstraße/U-Boot-Bunker Valentin e. V. betreibt in Schwanewede-Neuenkirchen das Ausstellungsprojekt und Museum Baracke 27.

### Bauwerke
- Baracke Wilhelmine

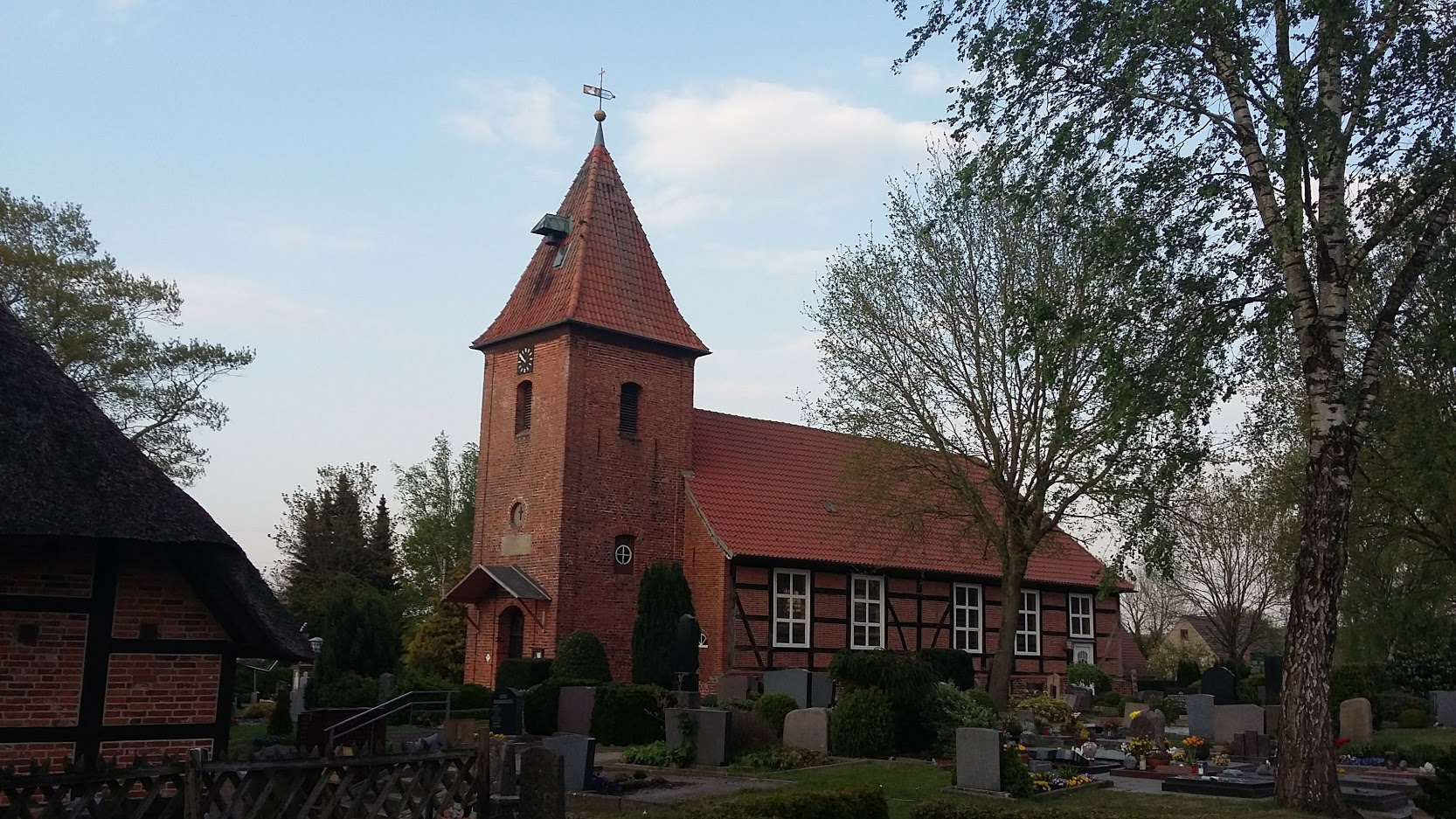
St.-Johannes-Kirche Schwanewede

- St.-Johannes-Kirche in Schwanewede, ein 1761 errichteter Fachwerkbau mit massivem Turm
  - Küsterhaus Schwanewede., Damm 8, von 1790 in Fachwerk, heute Kirchencafé
- Michaelskirche Neuenkirchen, ein barocker Bau von 1768 mit romanischem Turm von 1192
- St.-Luciae-Kirche in Meyenburg, erbaut 1857 mit Turm von 1752 und separater barocker Friedhofskapelle
- St.-Nicolai-Kirche in Aschwarden-Bruch, um 1235 erbaut
- Wassermühle Meyenburg (1856) und Wassermühle Neuenkirchen-Göspe (1868)
- Windmühle am Weserdeich in Aschwarden (doppelstöckiger Galerieholländer, 1896 errichtet)
- Wohn- und Wirtschaftsgebäude Butendoor 14 in Meyenburg von 1688 in Fachwerk
- Schafstall in Brundorf vom 17. Jahrhundert, unlängst restaurierter Fachwerkbau mit Feldsteinsockel
- Hallenhäuser in Backstein und in Fachwerk aus dem 18. und 19. Jahrhundert im Dorfkern von Meyenburg
- Wohn- und Wirtschaftsgebäude Voßhall 2 von 1790 in Fachwerk
- Mausoleum am Spreeken von um 1800, nahe der Ortslage Koppelsberg, neugotischer Backsteinbau als Erbbegräbnis der Familie v.d. Wisch[15]
- Gut Wersebe, Meyenburger Damm 27 in Meyenburg, von 1504 sowie vom 18. und 19. Jahrhundert; erstmals 1309 erwähnt als Wasserburg, Privatbesitz
- Rathaus Schwanewede
- Ehemaliges Landgut Albrecht in Leuchtenburg mit Herrenhaus und Park (Albrechts Park). Der Bremer Kaufmann Hermann Hegeler erwarb ein ca. 40.000 m² große Areal und ließ 1868 ein Herrenhaus errichten im Stil der nordenglischen Lowther Castle. 1905 kaufte  Carl Albrecht – dem Großvater des späteren niedersächsischen Ministerpräsidenten Ernst Albrecht – das Anwesen, gab die Gutswirtschaft auf und verbesserte die Ausgestaltung des Parks. Die Familie Albrecht veräußerte den Besitz 1971. Die Lufthansa übernahm das Herrenhaus mit ca. 23.000 m² Gelände u. a. zur Unterbringung der Lufthansaschüler. Das Herrenhaus Leuchtenburg wird seit ein paar Jahren als Hotel geführt.
- Herrenhaus Hohehorst auf Gut Hohehorst in Löhnhorst: 1928/29 vom Großindustriellen G. Carl Lahusen als Land- und Sommersitz seiner Familie errichtet; zur Zeit des Nationalsozialismus Lebensborn-Heim Friesland und später Krankenhaus, bis 2014  Drogentherapiezentrum, inzwischen Privatbesitz eines Bremer Bauunternehmers.[16]

### Regelmäßige Veranstaltungen
- An jedem 1. Mai findet beim Beckedorfer Schmiedemuseum ein „Schmiedefest“ statt.
- 1. Mai Mühlenfest an der Aschwardener Windmühle
- Am ersten Sonntag im Oktober gibt es den karnevalsartigen Umzug zum Erntedankfest.
- 3. Oktober Bauern- und Kunsthandwerkermarkt an der Aschwardener Mühle
- Seit 2009 findet das Open-Air-Festival „Rock den Deich“ statt.[17]
- Anfang November findet der überregionale Musiker-Flohmarkt statt.

## Infrastruktur

### Öffentliche Einrichtungen
- Rathaus Schwanewede
- Hallenbad an der Waldschule in Schwanewede und Freibad Neuenkirchen
- Gemeindebüchereien Schwanewede und Neuenkirchen

### Bildung
- Fünf Grundschulen: Dreienkampschule, Heideschule, Wiesenschule, GS Meyenburg und GS Neuenkirchen
- Waldschule, Kooperative Gesamtschule mit gymnasialer Oberstufe.
- Dammschule, ehemalige Förderschule und Abendhochschule.

### Sozialeinrichtungen
- Kindergärten
  - Butjer in Beckedorf
  - KiGa Meyenburg
  - Dreienkamp, Posener Straße und Worpsweder Straße in Schwanewede
  - Ev.-luth. St. Johannes Kindergarten Schwanewede
- Krankenhäuser: Nächstgelegene Akutkrankenhäuser sind das Klinikum Bremen-Nord und das Kreiskrankenhaus Osterholz.

### Kirchen

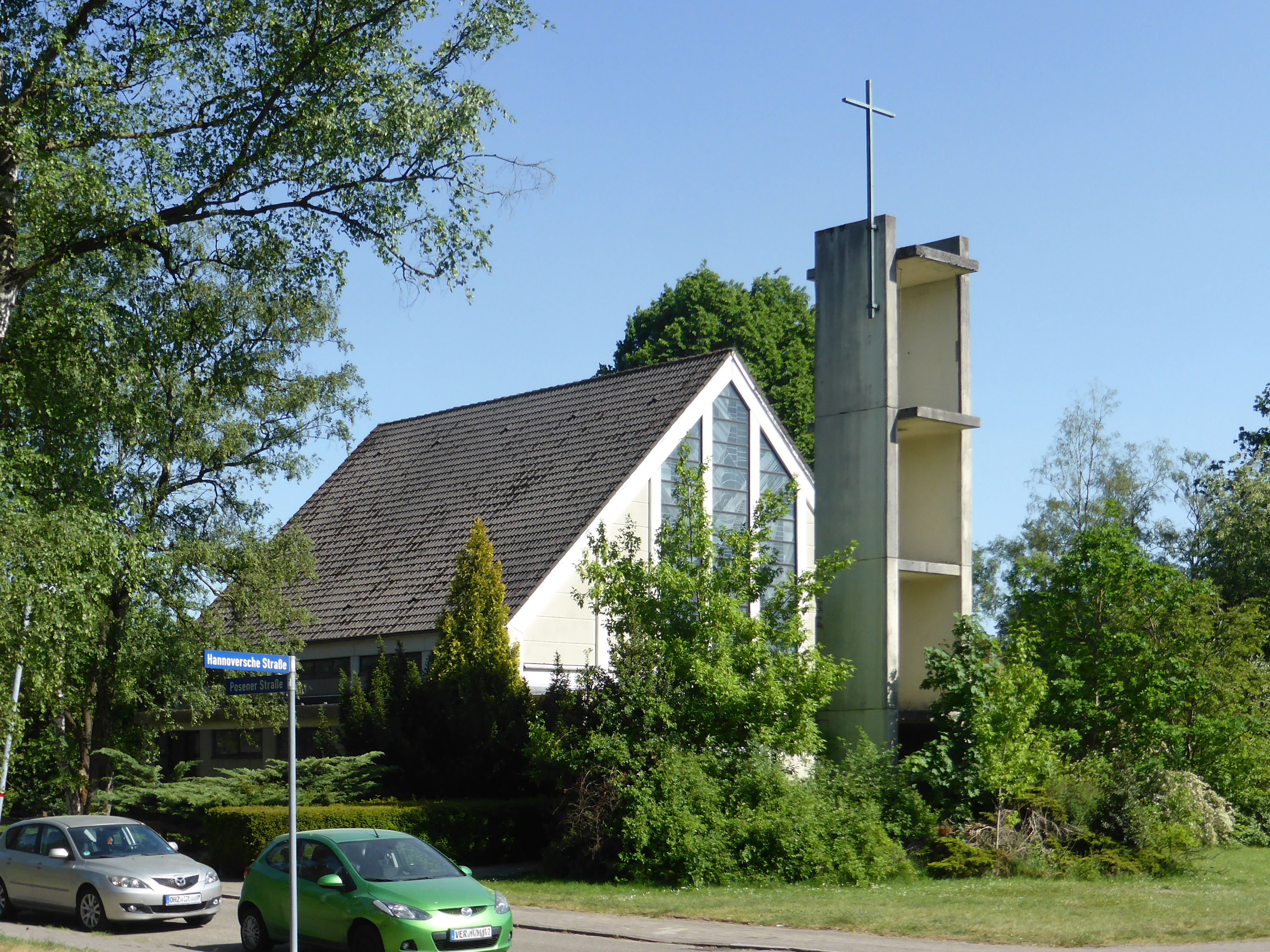
St.-Ansgar-Kirche

- Evangelisch-lutherische Kirchengemeinde St. Johannes, Ostlandstraße
- Evangelisch-lutherische Kirchengemeinde St. Luciä, Meyenburger Damm 9/11
- Evangelisch-lutherische Kirchengemeinde St. Magni, Unter den Linden 24
- Evangelisch-reformierte Kirchengemeinde der Michaelskirche Neuenkirchen, Landstraße 71,
- Römisch-katholische Kirchengemeinde St. Ansgar, Hannoversche Straße 20, Schwanewede. Die nach dem heiligen Ansgar von Bremen benannte Kirche wurde 1971 erbaut, in ihr finden auch rumänisch-orthodoxe Gottesdienste statt.[18]

### Friedhöfe
- Jüdischer Friedhof Schwanewede
- Evangelischer Friedhof der St.-Johannis-Kirche
- Neuer Evangelischer Friedhof am Spreeken nahe dem Mausoleum
- Lagerfriedhof in Meyenburg

### Sport
Überregional bekannt ist die Handballsportgemeinschaft Schwanewede/Neuenkirchen sowie die beiden Kunstradsportvereine RS Niedersachsen Schwanewede und RV Vorwärts Neunkirchen und der SV Grün-Weiß Beckedorf mit der Abteilung Rhythmische Sportgymnastik.
In Schwanewede gibt es ein Hallenbad an der Waldschule und ein Freibad in Neuenkirchen. Daneben existieren drei Tennisanlagen und vier Schützenhallen. Auf einem 400 m² großen Parkplatzgelände der ehemaligen Weser-Geest-Kaserne in Neuenkirchen wurde außerdem ein Skateranlage eingerichtet.
Teilweise auf Gemeindegebiet liegt der Golfplatz Bremer Schweiz.

### Feuerwehr
Die Freiwillige Feuerwehr Schwanewede hat zehn Ortsfeuerwehren.
- Feuerwehren mit Grundausstattung: Aschwarde, Brundorf, Eggestedt, Hinnebeck, Löhnhorst, Rade
- Stützpunktfeuerwehren: Leuchtenburg, Meyenburg, Neuenkirchen
- Schwerpunktfeuerwehren: Schwanewede
- Jugendfeuerwehr in Leuchtenburg, Neuenkirchen und Schwanewede
- Kinderfeuerwehr Schwanewede

## Wirtschaft und Verkehr

### Wirtschaft
Im interkommunalen Gewerbepark „A 27“ im Ortsteil Brundorf (gemeinsam mit Osterholz-Scharmbeck, Stadtteil Heilshorn), knapp 1,5 km östlich der Autobahnabfahrt, befindet sich unter anderem ein Warenzentrallager der Einzelhandelskette Lidl, die Zentrale des Abfallfahrzeugherstellers FAUN Umwelttechnik und bis zur Insolvenz 2011 eine von zwei Europaniederlassungen des Fahrzeugpanzerers Centigon.
In Eggestedt besteht ein Tagebaubetrieb (Kiestagebau).

### Verkehr

#### Straße
Die Gemeinde liegt an der Autobahn 27 zwischen Bremen und Bremerhaven, die Anschlussstelle „Schwanewede“ hat die Nummer 14.

#### Wichtige Ortsstraßen
- Blumenthaler Straße
- Meyenburger Straße
- Hospitalstraße
- Molkereiweg
- Leuchtenburger Straße

#### Eisenbahn

Streckenverlauf der Bahnstrecke Bremen-Farge–Bremen-Vegesack mit der Station „Klinikum Bremen-Nord“ (etwas rechts der Bildmitte)

Die Bahnstation Klinikum Nord/Beckedorf an der Bahnstrecke Bremen-Farge–Bremen-Vegesack befindet sich im Ortsteil Beckedorf. Von hier verkehren Elektrotriebwagen der NordWestBahn als Linie RS1 der Regio-S-Bahn Bremen/Niedersachsen nach Bremen-Farge und via Bremen-Vegesack weiter nach Bremen Hauptbahnhof und Verden (Aller). Die lange von der Bundeswehr genutzte Marinebahn endete im Schwaneweder Ortskern an der Ostlandstraße.

#### Busverkehr
Das Busliniennetz in der Gemeinde wird vom Verkehrsverbund Bremen/Niedersachsen (VBN) betrieben, wozu das Unternehmen BSAG (Bremer Straßenbahn AG) und das Regional Busunternehmen „Fa. Reisedienst von Rahden GmbH & Co. KG“ zählen. Anbindungen bestehen in die umliegenden Gemeinden, in die Kreisstadt Osterholz-Scharmbeck und nach Bremen.

#### Fahrrad
Das Radwegenetz in Schwanewede ist etwa 140 km lang.

## Persönlichkeiten

### Söhne und Töchter der Gemeinde
- Friedrich Hashagen (1841–1925), lutherischer Theologe und Hochschullehrer, gebürtig aus dem Ortsteil Leuchtenburg
- Hans Wohltmann (1884–1968), Historiker, Direktor des Athenaeums Stade, in Vorberg geboren
- Wilfried Wolters (1891–1969), lutherischer Theologe und Landessuperintendent von Celle, war gebürtig aus dem Ortsteil Meyenburg
- George Alexander Albrecht (1935–2021), Dirigent und Komponist, gebürtig aus dem Ortsteil Leuchtenburg
- Rüdiger Schulz (* 1946), Politiker, Mitglied der Hamburgischen Bürgerschaft
- Volker Kühn (1948–2023), Künstler, gebürtig aus dem Ortsteil Neuenkirchen
- Barbara Wendelken, geborene Brau (* 1955), Kinder-, Jugendbuch- und Kriminalautorin
- Nicole Johannhanwahr (* 1972), Schauspielerin
- Christoph Kulgemeyer (* 1983), Physiker und Fachdidaktiker

### Mit Schwanewede verbunden
- Georg Carl Lahusen (1888–1973), norddeutscher Unternehmer, Direktor der Nordwolle in Delmenhorst, Bauherr des Herrenhauses Hohehorst in Löhnhorst
- Wilko Jäger (1939–2023), Lehrer und Schulleiter, sowie Heimatkundler, Autor und Fotograf; war jahrzehntelang Schulleiter im Ortsteil Meyenburg und lebte dort
- Hellmut Lange (1923–2011), Schauspieler, lebte Jahrzehnte im Ortsteil Leuchtenburg
- Nina Müller (* 1980), ehemalige Handballspielerin der Frauen-Handballnationalmannschaft, hat 12 Jahre lang beim HSG Schwanewede/Neuenkirchen gespielt
- Finn Lemke (* 1992), ehemaliger Handballspieler beim TBV Lemgo, begann in Schwanewede mit Handballsport
- Christina Jantz-Herrmann (* 1978), aktuelle Bürgermeisterin, ehemalige Bundestagsabgeordnete, aufgewachsen in Schwanewede